# 恩沙库沙那
恩沙库沙那（约公元前2430年—约公元前2400年在位）（英語：Enshakushana）乌鲁克国王。他进攻基什，收回被劫掠的宗教物品。